# Ailyn
Pilar Giménez García (Esplugues de Llobregat, Espanha, 29 de maio de 1982) conhecida artisticamente como Ailyn Giménez, é uma cantora espanhola, compositora, e mais conhecida como a ex-vocalista da banda de metal sinfônico/gótico norueguesa Sirenia. Atualmente ela é a vocalista da banda de Gothic Metal Trail of Tears.
Antes de ingressar no Sirenia, ela era uma das concorrentes da versão espanhola do X-Factor, e foi eliminada no quarto episódio.

## Primeiros Anos
Sua carreira musical começou com a idade de 15, quando estudava solfejo e canto clássico na Escola de Música de Albéniz.
Sua estreia profissional foi em 2002, em Cornellà de Llobregat, de forma anual ,um show beneficente na cidade foi feito para arrecadar dinheiro para quem sofre de Alzheimer.
Seu primeiro contrato discográfico foi como parte do grupo de Charm (um trio vocal feminino que tocava música japonesa). Depois de seu primeiro álbum intitulado "Konnichiwa" e lançado em 2003, ela queria tentar a sorte como artista solo, ela começou a gravar faixas em seu próprio país. Em 2004, depois de completar algumas músicas para o "Kimagure Orange Road" anime série, ela deixou o grupo.

## Carreira Musical

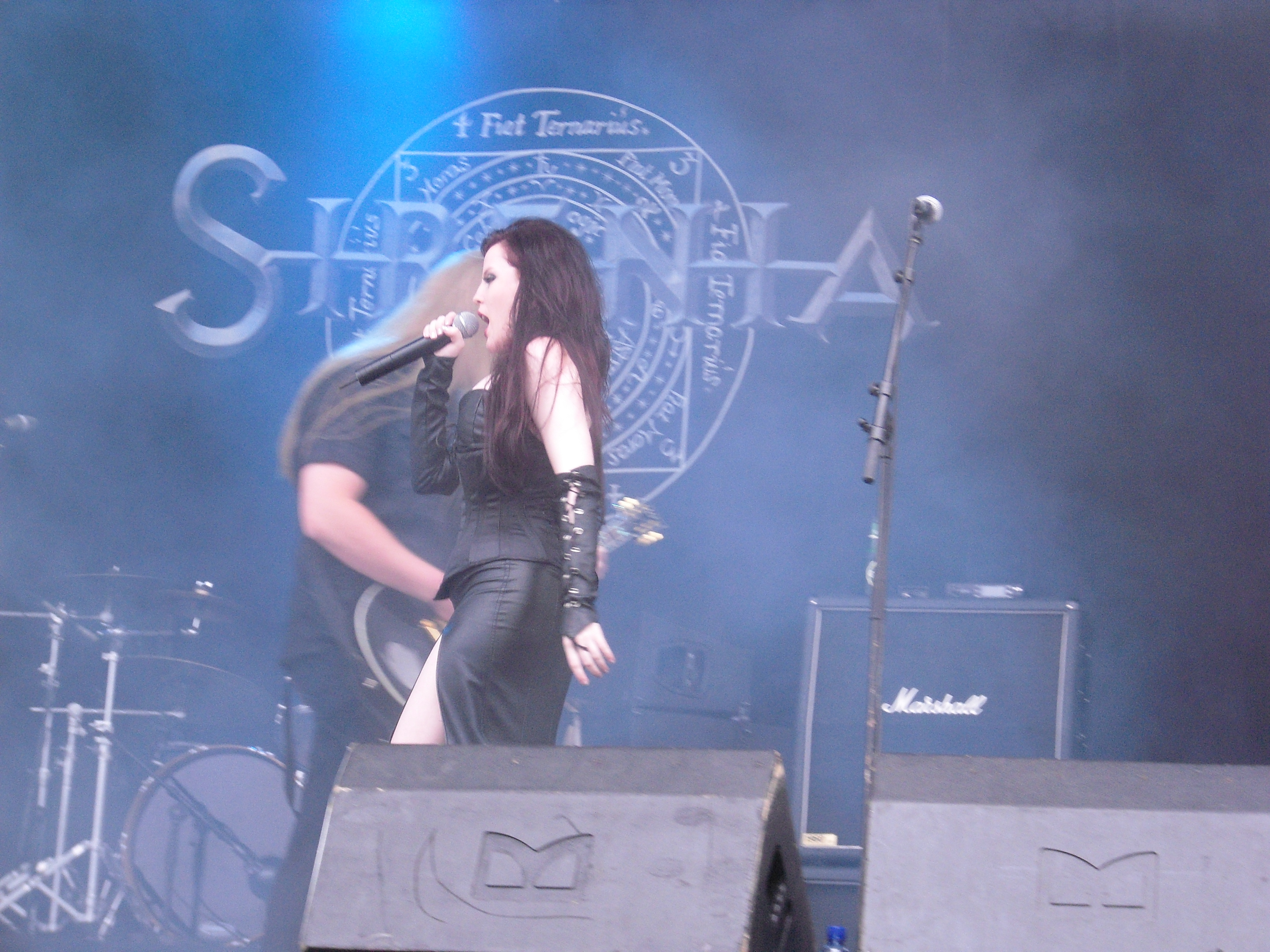
Ailyn performing live with Sirenia at Norway Rock Festival em 2009

Em setembro de 2005, ela era uma competidora representando a Espanha no Festival Internacional de Música Pop "Canzoni Dal Mondo", estando entre os 10 finalistas.
Em outubro, ela conseguiu o "Silver Tabaiba" com o melhor desempenho na 5ª Edição do Festival Internacional da Canção, nas Ilhas Canárias.
Em novembro, ela conseguiu o "Gold Tabaiba" de Melhor Cantor de Música Popular, na 6ª edição do Festival Internacional da Canção, nas Ilhas Canárias. A canção, "Puedo Sentir", foi originalmente cantada por Lena Park (Fall In Love).

### X-Factor
Em maio de 2007, ela foi selecionada como membro da nova equipe na versão espanhola do X-Factor.
Nos diferentes episódios ela cantou "Time After Time", "Moonlight Shadow", "Bring Me to Life", e "Why".
Ela foi eliminada no quarto episódio.

## Sirenia
Em 9 de abril de 2008, foi anunciado que Ailyn foi escolhida como a nova vocalista do Sirenia entre mais de 500 mulheres. "Eu fui escolhida como a nova vocalista do Sirenia por acidente", mais tarde ela disse a um entrevistador. "Minha irmã adicionou-los para os amigos do meu MySpace, mas nós não percebemos que, se você queria fazer uma audição para a banda que você teve que enviar-lhes o seu demo ou adicioná-los como amigos, então eu fiquei chocada quando me escreveram pedindo para eu ir à Noruega  na audição para a nova vocalista. Eu fui lá duas vezes, a primeira vez foi uma audição de estúdio e a segunda com todos os membros da banda. Acho que fui selecionada porque eu sou o que Morten estava olhando para a banda, e também desde o primeiro momento em que nós conectamos todos os membros de Sirenia e eu ".
Seu primeiro álbum com a banda é The 13th Floor, que foi lançado em 23 de janeiro de 2009. Ela é também a vocalista feminina do Sirenia no quinto álbum The Enigma of Life, lançado em 21 de janeiro de 2011. Embora Henriette Bordvik realizada vocais em ambos Elixir for Existence e o EP Sirenian Shores, o lançamento de The Enigma of Life, faz de Ailyn a primeira vocalista feminina a gravar dois álbuns completos com Sirenia. Em 13 de abril de 2013 o Sirenia anunciou o título de seu próximo álbum em sua página de Facebook, Perils of the Deep Blue.

## Outros Trabalhos
Em 2011, ela contribuiu com a banda de power metal austríaco Serenity no álbum Death & Legacy, cantando as músicas "The Chevalier" e "Prayer". Ela também aparece no vídeo "O Chevalier".
Em 2014 ela colaborou com várias outras bandas, como a banda de metal espanhola Diabulus In Music, em seu álbum Argia, cantando a música "Furia de Libertad" e com a banda de metal sinfônico grego Enemy of Reality, em seu novo álbum Rejected Gods, cantando a canção "Needle Bites". Ela também aparece no vídeo da música dessa canção. Além disso, ela se apresentou ao vivo com a banda de metal sinfônico alemã / norueguesa  Leaves' Eyes em seu show 10º aniversário em Wieze, Bélgica.
Ailyn é mencionada no encarte da banda de metal holandesa The Gentle Storm no álbum The Diary ,por um conselho útil que ela deu para o vídeo "Shores of India" .
Em 2015 foi anunciada  a participação de Ailyn no álbum da banda de opera metal Melted Spaces.

## Vida Pessoal
Ailyn nasceu com uma anomalia chamada heterocromia, o que significa que ela tem duas cores diferentes nos olhos, um olho (à direita) é castanho, e o outro olho (esquerdo) é verde.

## Discografia

### Com o Sirenia

#### Albuns
- The 13th Floor (2009)
- The Enigma of Life (2011)
- Perils of the Deep Blue (2013)
- The Seventh Life Path (2015)

Com o Trail Of Tears
EP:
- Winds Of Disdain (2024)

#### Singles
- The Path to Decay (2009)
- The End of It All (2011)
- Seven Widows Weep (2013)
- Once My Light (2015)

#### Videos
- The Path to Decay (2009)
- The End of It All (2011)
- Seven Widows Weep (2013)
- Once My Light (2015)

### Outras Participações
- Serenity - Death & Legacy (2011)
- Diabulus in Música - Argia (2014)
- Enemy of Reality - Rejected Gods (2014)
- Melted Space - The Great Lie (2015)